# Anna Rawson
Anna Rawson (* 5. August 1981 in Adelaide) ist eine australische Profigolferin und ein Fotomodell. Seit dem Jahr 2006 spielt sie auf der europäischen Damentour LET, der Ladies European Tour. Bekannt wurde sie vor allem durch ihren extravaganten Kleidungsstil.
Sie hat einen Bachelor im Bereich Kommunikation und ist Absolventin der University of Southern California.

## Größte Erfolge
| Jahr | Turnier           | Platzierung | Ergebnis | Zu Par | Preisgeld |
| ---- | ----------------- | ----------- | -------- | ------ | --------- |
| 2006 | Ladies Swiss Open | 10          | 285      | −3     | 8.500 €   |
| 2006 | Scandinavian TPC  | 29          | 292      | −0     | 5.100 €   |